# Пшилубсько
Пшилубсько (пол. Przyłubsko) — село в Польщі, у гміні Крочиці Заверцянського повіту Сілезького воєводства.
Населення — 197 осіб (2011).
У 1975-1998 роках село належало до Ченстоховського воєводства.

## Демографія
Демографічна структура станом на 31 березня 2011 року:
|          | Загалом | Допрацездатний вік | Працездатний вік | Постпрацездатний вік |
| -------- | ------- | ------------------ | ---------------- | -------------------- |
| Чоловіки | 101     | 15                 | 72               | 14                   |
| Жінки    | 96      | 15                 | 51               | 30                   |
| Разом    | 197     | 30                 | 123              | 44                   |